# Eustomias posti
Eustomias posti es una especie de pez de la familia Stomiidae en el orden de los Stomiiformes.

## Morfología
• Los machos pueden llegar alcanzar los 14,6 cm de longitud total.
- Número de  vértebras: 67.[1][2]

## Hábitat
Es un pez de mar y de aguas profundas que vive hasta 660 m de profundidad.

## Distribución geográfica
Se encuentra al suroeste del  Atlántico.